# 10e régiment du génie
Le 10e régiment du génie (10e RG) a été créé à Toul le 1er mai 1914 comme régiment de forteresse. Son dépôt de guerre constitue durant le conflit 48 unités.

## Création et différentes dénominations
Le 20e bataillon du 1er régiment du génie, puis 5e régiment du génie, est en garnison à Toul à la caserne Perrin-Brichambault. Il sera enrégimenté au 10e régiment du génie en 1914.
- 1er mai 1914 : création sous le nom de 10e régiment du génie
- 1919 : reconstitution en deux bataillons
- 1920 : l'un des bataillons quitte Toul pour Épinal où il contribue à la création du 11e régiment du génie
- 1923 : incorporation d'un second bataillon, le 30e bataillon du génie.
- 1928 : dissolution
- 1er octobre 1936 : recréation du 10e régiment du génie à Besançon
- Automne 1940 : le 10e régiment du génie devient le 10e bataillon du génie dans l'armée d'armistice à la Valbonne
- 2 décembre 1942 : dissolution
- 1er février 1946 : recréation du 10e régiment du génie, par modification nominale du 155e régiment du génie.
- 1997 : dissolution, dans le cadre de la réorganisation des forces françaises stationnées en Allemagne.

## Historique des garnisons, combats et batailles

### Première Guerre mondiale
Garnison à Toul - A la déclaration de guerre, il est dissout, et réduit à un dépôt de guerre transféré de Toul aux Ponts-de-Cé. Il forme des compagnies divisionnaires et de corps d'armée, formant le 20e et 26e bataillon du génie.

#### Compagnies du régiment durant la guerre
Rattachement de ses compagnies à la mobilisation:
- 20e bataillon :
  - Compagnie 20/1 Cie active– Cie divisionnaire : IIe Armée / 20e corps d'armée / 11e division d'infanterie
  - Compagnie 20/2 Cie active– Cie divisionnaire : IIe Armée / 20e corps d'armée / 39e division d'infanterie
  - Compagnie 20/3 Cie active– Cie corps d'armée : IIe Armée / 20e corps d'armée
  - Compagnie 20/4 Cie réserve – Cie corps d'armée : IIe Armée / 20e corps d'armée
  - Compagnie 20/11 Cie divisionnaire au profit de la division de réserve : 70e division d'infanterie
  - Compagnie 20/16 Cie réserve - Cie d'équipage de pont : IIe Armée / 20e corps d'armée
  - Compagnie 20/21 Cie réserve - Cie de Parc : IIe Armée / 20e corps d'armée
  - Compagnie 20/51 – Cie divisionnaire : IIe Armée / 20e corps d'armée / 11e division d'infanterie
- 26e bataillon du génie : 6 compagnies 26/1-26/6 de bataillon de place-forte, pour la place de Toul.

- Sapeurs cyclistes, affectés à la 2e division de cavalerie[2].

### Entre-deux-guerres

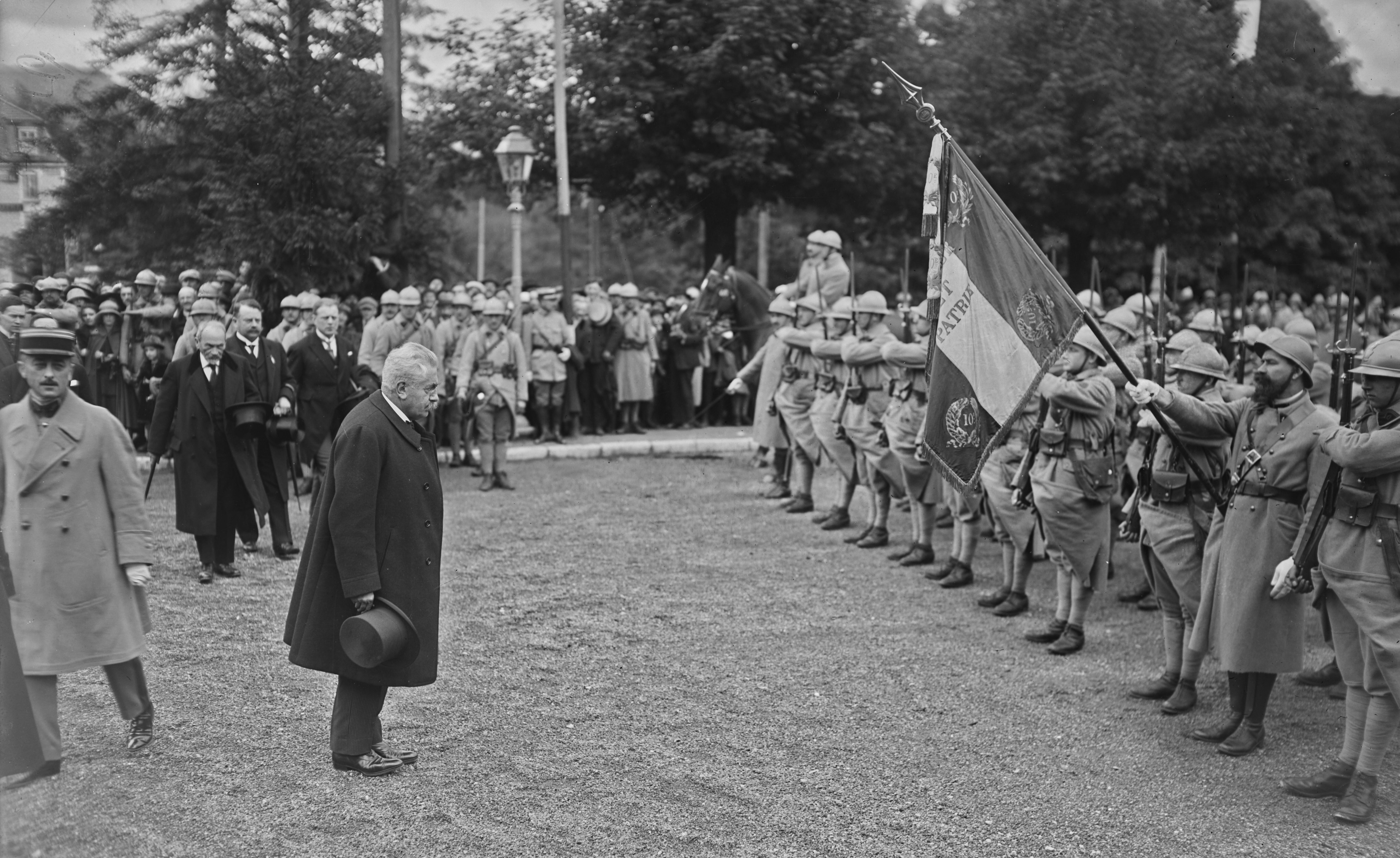
Le président Millerand salue le drapeau du 10e génie le 27/5/1923 à la gare de Besançon.

- 1914-1923 : garnison à Toul puis le dépôt est transféré près d'Angers - Les Ponts-de-Cé
- 1923-1928 : garnison à Besançon
- 1936-1939 : garnison à Besançon

### Seconde Guerre mondiale
- 1940-1942 : garnison à Valbonne

### De 1945 à nos jours
- 1946 à 1954 : en garnison à Kehl ;
- 1954 à 1973 : en garnison à Vieux-Brisach ;
- 1973 : déplacé à Spire ;
- 1993 à 1997 : le régiment est subordonné au corps européen ;
- 1997 : achèvement de la dissolution du régiment à Spire.

## Drapeau du régiment
Il porte, cousues en lettres d'or dans ses plis, les inscriptions suivantes :
- Lorraine 1914
- Bois-Le-Prêtre 1915
- Artois 1915
- Verdun 1916

## Devise
Faire passer

## Insignes

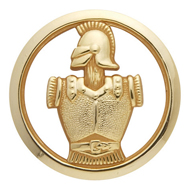
Insigne de béret du génie

- Numéro un : Pentagone broché d’une cuirasse et d’un pot en tête, sommant une pelle et une pioche.
- Numéro deux : Ecu 4 quartiers, en 1 pot en tête cuirasse, en 2 croix tréflée blanche, en 3 ancre noire, en 4 armes de Besançon.
- Numéro trois : Ecu écartelé à cuirasse, croix tréflée blanche, ancre et aigle noir stylisé, armes de la ville de Besançon.

## Personnalités ayant servi au10eRG
- Charles Surugue (1839-1921), « doyen des poilus » des armées alliées[4].

## Sources et bibliographie
- Historique du 10e régiment du génie : guerre 1914-1918, Nancy, Berger-Levrault, 20 p., lire en ligne sur Gallica.
- Henri Wetzstein et Philippe Bruant (textes et documents commentés par), Moi, Wetzstein Henri, sapeur de la Grande guerre : Bois-le-Prêtre, Verdun, Vauquois, l'Argonne, l'Italie ... : quatre années de guerre d'un sapeur du Génie, d'août 1914 au 11 novembre 1918, Haroué, Gérard Louis, 2015, 96 p. (ISBN 978-2-35763-083-3, OCLC 999617047).